# Saint-Émilion (vino)
Saint-Émilion es el nombre de un vino producido en el municipio homónimo, siendo una de las principales zonas de vino tinto de Burdeos junto con Médoc, Graves y Pomerol. La región es mucho más pequeña que el Médoc y queda junto a Pomerol. Se encuentra en el Libournais, y se corresponde con la AOC Saint-Émilion reconocida por primera vez en 1936. La jurisdicción de Saint-Émilion está inscrita en la lista del Patrimonio mundial de la Unesco.
Sus 5400 hectáreas representan el 67,5% de la superficie total de las comunas productoras (Saint-Émilion, Saint-Christophe-des-Bardes, Saint-Hippolyte, Saint-Étienne-de-Lisse, Saint-Laurent-des-Combes, Saint-Pey-d’Armens, Saint-Sulpice-de-Faleyrens, Vignonet, y una parte de la comuna de Libourne) y el 6% del conjunto del viñedo de Burdeos.
Como en Pomerol y las otras denominaciones de la orilla derecha de la Gironda, las principales variedades vitíferas usadas son merlot (60% de las vides) y cabernet franc, (alrededor del 30%) usándose también cantidades relativamente pequeñas de cabernet sauvignon (alrededor del 10%) en algunos châteaux.
Los vinos de Saint-Émilion no se incluyeron en la clasificación de Burdeos de 1855. La primera clasificación formal en Saint-Émilion se hizo en 1955. A diferencia de la clasificación de 1855, se revisa con regularidad.
Château Ausone y Château Cheval Blanc son los dos únicos vinos actualmente clasificados como Premiers grands crus classes A. Luego hay 13 Premiers grands crus classés B:
- Château Angélus
- Château Beau-Séjour Bécot
- Château Beauséjour (Duffau-Lagarrosse)
- Château Bel Air
- Château Canon
- Château Figeac
- Château La Gaffelière
- Château Magdelaine
- Château Pavie
- Château Pavie-Macquin
- Château Troplong-Mondot
- Château Trottevieille
- Château Clos Fourtet

Y, además, 47 grands crus classés. Hay una serie de viñedos están clasificados como Grand Cru.